# NGC 6663
NGC 6663 is een spiraalvormig sterrenstelsel in het sterrenbeeld Lier. Het hemelobject werd op 29 mei 1887 ontdekt door de Amerikaanse astronoom Edward D. Swift.

## Synoniemen
- UGC 11276
- MCG 7-38-11
- ZWG 228.14
- IRAS 18319+4000
- PGC 62032